# Premeaux-Prissey
Premeaux-Prissey település Franciaországban, Côte-d’Or megyében. Lakosainak száma 372 fő (2022. január 1.). Premeaux-Prissey Nuits-Saint-Georges, Corgoloin, Argilly, Chaux, Comblanchien és Quincey községekkel határos.

## Népesség
A település népességének változása:
| Lakosok száma | 313  | 336  | 332  | 351  | 469  | 409  | 393  | 373  | 362  | 372  |
|               | 1968 | 1982 | 1990 | 2006 | 2013 | 2015 | 2017 | 2019 | 2020 | 2022 |